# مورتیمر کامان
مورتیمر کامان (به انگلیسی: Mortimer Common) یک روستا و محله مدنی در بریتانیا است که در Hampshire واقع شده‌است. مورتیمر کامان ۳٬۸۰۷ نفر جمعیت دارد.